# Dyscia atlantica
Dyscia atlantica là một loài bướm đêm trong họ Geometridae.